# The Scarlet Oath
The Scarlet Oath è un film muto del 1916 diretto da Frank Powell e da Travers Vale. Fu interpretato da Gail Kane, Philip Hahn, Carleton Macy, Lillian Page, Alan Hale, Montagu Love e Boris Korlin.

## Produzione
Il film fu prodotto dalla Peerless Productions con il titolo di lavorazioe The Other Sister.

## Distribuzione
Il copyright del film, richiesto dalla World Film Corp., fu registrato il 12 ottobre 1916 con il numero LU9349.
Distribuito dalla World Film e presentato da William A. Brady, il film uscì nelle sale cinematografiche statunitensi il 23 ottobre 1916.
Non si conoscono copie ancora esistenti della pellicola che viene considerata presumibilmente perduta.